# Ramon Alsius Malagelada
Ramon Alsius i Malagelada (Banyoles, 1903-1977) fou un farmacèutic enamorat de la història i del paisatge. Dissenyà l'escut del Club Natació Banyoles, va ser un dels fundadors del Centre d'Estudis Comarcals de Banyoles i un dels grans fotògrafs de l'Estany de Banyoles.
Es llicencià en farmàcia el 1929 i obtingué la plaça de Banyoles l'any 1931 tot continuant la tasca del seu avi, en Pere Alsius i Torrent. Fou un expert analista, com ho demostra el fet que els seus coneixements foren bàsics per erradicar una epidèmia de tifus que assolà Banyoles.

## Club Natació Banyoles
Essent un estudiant a Barcelona compartí hores d'oci i esport amb altres joves banyolins i fou en el decurs d'aquestes converses que sorgí la idea de crear un club de natació semblant al Club Natació Barcelona, del que molts d'ells n'eren socis.
El 30 de desembre de 1925 un grup d'aquests joves es reuniren al cafè "La Dàlia" del carrer de la Canal número 17 de Banyoles, per tal de constituir formalment el Club Natació Banyoles. En aquesta trobada es constituí una primera junta, de la qual Ramon en formà part com a tresorer.
La segona reunió de junta va tenir lloc el 6 de febrer i d'aquesta en va sorgir la idea de convocar una mena de concurs per tal de trobar un escut que identifiqués el nou club. D'entre les propostes presentades, s'acceptà la dels germans Ramon i Joan Alsius, i que encara perdura avui en dia i que consistia en un nedador fent el salt de l'àngel i com a fons els colors del F.C.Barcelona.
La seva vinculació amb el Club fou molt llarga i tot i que l'any 1929, va presentar la seva dimissió irrevocable pels enfrontaments que hi havia amb la secció de futbol. A la dècada dels cinquanta s'hi tornà a involucrar arribant a formar part, a començaments dels anys seixanta, del nomenat "Senat", un grup de directius veterans, amb dret a veto, que eren els que havien de donar l'aprovació a qualsevol acció que es volgués dur a terme dins el Club i que garantí un bon equilibri en el Club entre la "força" dels joves i l'experiència dels "grans".

## Obra
- Unas consideraciones sobre nuestra economia. Article a la revista Cuadernos del Centro de Estudios Comarcales de Bañolas. Març 1948.
- Ramon Alsius. La poesia de l'estany. Rigau Editors. Girona, 2004.
- De les troballes romanes de Vilauba. Article escrit conjuntament amb en Jaume Butinyà Granés. Diari El Banyolí, 28 de febrer de 1932.
- Les troballes a Vilauba. Article escrit conjuntament amb en Jaume Butinyà Granés. Diari El Banyolí, març de 1932.